# Ullr

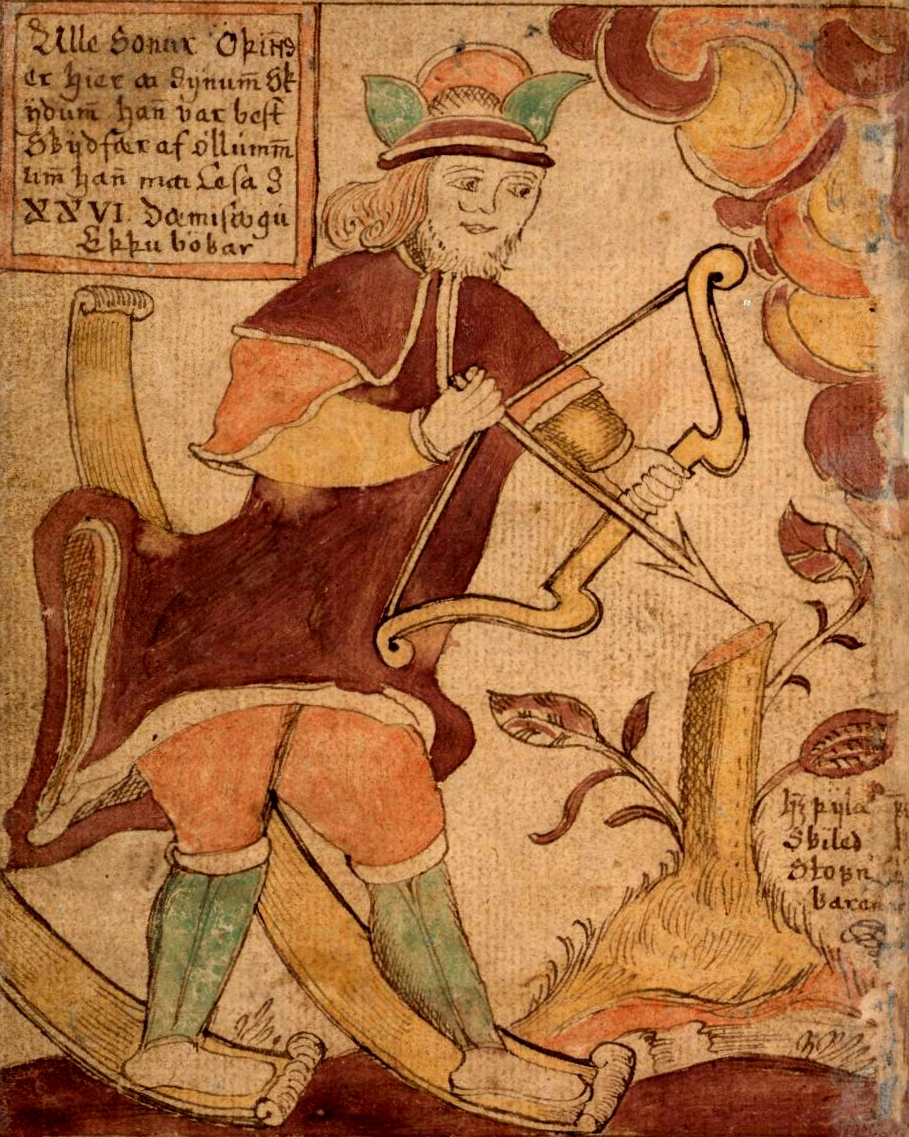
Deze IJslandse illustratie uit de 18e eeuw laat Ullr zien op zijn ski's en met zijn boog.

Ullr (Oudnoords, ook Ull, Holler, Oller, Uller of Vulder, Oudhoogduits Wulder genaamd) is in de Noordse mythologie de elfde Ase en god van de Winter, de jacht, de tweekamp, de weiden en akkers. Hij is zo'n goede boogschutter en skiloper dat niemand met hem kan wedijveren. Hij is mooi om te zien en een uitmuntend strijder. Het is goed om hem bij een tweegevecht aan te roepen.
Ullr woont in zijn zelfgebouwde hal Ydalir (taxusdal)
Onderzoekers vermoeden dat het om een zeer oude godheid moet gaan, wat zijn betrekking met magie onderstreept. In vele streken werd Ullr als hoofdgod vereerd. (Phillipson, "Die Genealogie der Götter")

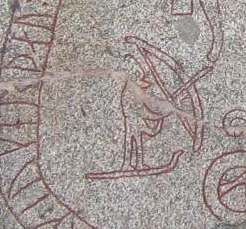
Ullr

Hij duikt in latere tijden in de Edda op als zoon van Sif en stiefzoon van Thor. 

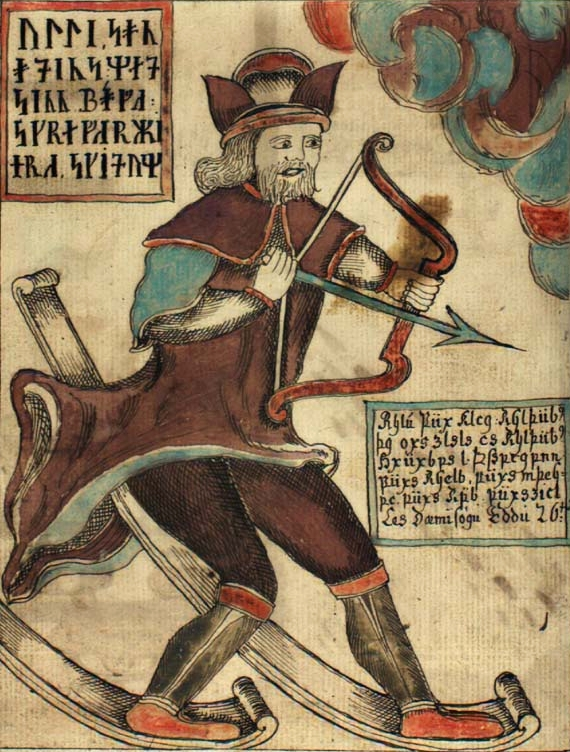
Ullr

In de 20e eeuw is Ullr opnieuw ontdekt en aldus tot op vandaag in medaillonvorm als talisman door skiërs meegedragen. Het medaillon is dan meestal uit de roos van een reeën- of hertengewei gesneden. Het is doorboord en wordt door wandelaars met leren bandjes aan de gordel bevestigd.
Snorri's notitie dat een schild ook Ullr's schip kan worden genoemd wordt verder ondersteund door kenningen zoals askr Ullar, far Ullar en kjóll Ullar die alle  "Ullr's schip" betekenen en naar schilden verwijzen. De oorsprong van deze kenning is niet geweten, maar het zou verband kunnen houden met de identiteit van Ullr als skigod. Vroegere ski's, of schaatsen, zouden afkomstig zijn van schilden. Een latere IJslandse compositie, Laufás-Edda, levert de prozaïsche verklaring dat Ullr's schip "Skjöldr" werd genoemd, schild.
In oorlogskenningen komt de naam van Ullr dan ook vaker voor:
Ullr brandmerk – Ullr van zwaard – krijger
rand-Ullr – schild-Ullr – krijger
Ullr almsíma – Ullr van boogpees – krijger
Drie skaldengedichten, Þórsdrápa, Haustlöng en een fragment door Eysteinn Valdason, refereren aan Thor als Ullr's stiefvader en bevestigen de informatie van Snorri.